# Cladiella multiloba
Cladiella multiloba is een zachte koraalsoort uit de familie Alcyoniidae. De koraalsoort komt uit het geslacht Cladiella. Cladiella multiloba werd in 1970 voor het eerst wetenschappelijk beschreven door Tixier-Durivault. 